# 1966년 FIFA 월드컵 아프리카·아시아·오세아니아 지역 예선
1966년 FIFA 월드컵 아프리카·아시아·오세아니아 지역 예선은 1966년 FIFA 월드컵에 배정된 아프리카·아시아·오세아니아 지역에 배정된 1장의 출전권을 두고 조선민주주의인민공화국과 오스트레일리아가 펼친 지역 예선이다.
당시 FIFA가 아시아와 아프리카의 축구 수준이 너무 떨어진다고 판단해 아시아 지역(오세아니아 지역의 오스트레일리아 포함)과 아프리카 지역에 1장을 배정하고 이를 하나의 대륙별 예선으로 묶어 버렸다. 이에 대해 불만을 품은 아프리카 국가들은 예선에 참가할 계획이었던 17개국 중 15개국이 기권을 선언했으며(콩고 공화국은 참가 허가를 거부당했다), 대부분의 아시아 국가들도 불참했다.
아시아 지역 예선에는 대한민국과 조선민주주의인민공화국, 남아프리카 공화국과 오스트레일리아 단 네 팀만 참가하려고 했다. 하지만 대한민국은 당초 예선 경기 개최지가 일본에서 캄보디아로 변경된 것에 대한 항의의 표시로 기권하였다. 또한, 남아프리카 공화국은 다른 아프리카 팀들이 기권하는 바람에 아시아 지역 예선을 통해 본선에 진출하는 과정을 밟아야 했으나, 이마저도 인종 차별 정책인 아파르트헤이트로 인해 실격당하며 결과적으로 이 대회의 아프리카·아시아·오세아니아 지역 예선은 조선민주주의인민공화국과 오스트레일리아만이 1장의 본선 출전권을 놓고 다투게 되었다.

## 아프리카 지역
아프리카 지역 예선은 본래 다음과 같이 치를 예정이었다.

### 1라운드
| 1조            | 2조                          | 3조                      | 4조                | 5조                    | 6조                                |
| -------------- | ---------------------------- | ------------------------ | ------------------ | ---------------------- | ---------------------------------- |
| 가나 기니 베냉 | 카메룬 수단 콩고 민주 공화국 | 알제리 라이베리아 튀니지 | 말리 모로코 세네갈 | 에티오피아 가봉 말라위 | 리비아 나이지리아 아랍 연합 공화국 |

### 2라운드
| 팀 1     | 합계 | 팀 2     | 1차전 | 2차전 |
| -------- | ---- | -------- | ----- | ----- |
| 1조 승자 | 없음 | 5조 승자 | 없음  | 없음  |
| 2조 승자 | 없음 | 4조 승자 | 없음  | 없음  |
| 3조 승자 | 없음 | 6조 승자 | 없음  | 없음  |

아프리카 지역 예선에 참가한 15팀이 모두 기권하면서 모든 경기가 취소되었다.

## 아시아 지역
| 팀 1                   | 합계 | 팀 2           | 1차전 | 2차전 |
| ---------------------- | ---- | -------------- | ----- | ----- |
| 조선민주주의인민공화국 | 9-2  | 오스트레일리아 | 6-1   | 3-1   |

- 대한민국은 기권하였다.
- 남아프리카 공화국은 아파르트헤이트 정책으로 인하여 실격되었다.

두 팀의 홈 앤 어웨이 경기는 모두 제3국인 캄보디아에서 개최되었다.
| 조선민주주의인민공화국 | 6 – 1 | 오스트레일리아 |
| ---------------------- | ----- | -------------- |
|                        |       |                |

| 오스트레일리아 | 1 – 3 | 조선민주주의인민공화국 |
| -------------- | ----- | ---------------------- |
|                |       |                        |

 조선민주주의인민공화국이 아프리카와의 대륙간 플레이오프에 진출하였다.

## 대륙간 플레이오프
| 팀                     | 경기   | 승     | 무     | 패     | 득     | 실     | 차     | 승점   |
| ---------------------- | ------ | ------ | ------ | ------ | ------ | ------ | ------ | ------ |
| 조선민주주의인민공화국 | 부전승 | 부전승 | 부전승 | 부전승 | 부전승 | 부전승 | 부전승 | 부전승 |
| 아프리카 지역 승자 A   | 기권   | 기권   | 기권   | 기권   | 기권   | 기권   | 기권   | 기권   |
| 아프리카 지역 승자 B   | 기권   | 기권   | 기권   | 기권   | 기권   | 기권   | 기권   | 기권   |
| 아프리카 지역 승자 C   | 기권   | 기권   | 기권   | 기권   | 기권   | 기권   | 기권   | 기권   |

아프리카 팀들이 모두 기권함에 따라 조선민주주의인민공화국이 자동으로 본선에 진출하였다.